# La Sierpe (Cuba)
La Sierpe es un municipio de la provincia de Sancti Spíritus, Cuba.

## Orígenes
La Sierpe, que debe ese nombre a los serpenteantes ríos y caminos de su geografía, pasó a ser uno de los municipios más jóvenes de Cuba en 1976, a raíz de la nueva división político administrativa. La Sierpe constituye uno de los municipios más jóvenes del país, y surge en 1976 a raíz de la nueva división político administrativa que aprobara el Primer Congreso del Partido.
Su constitución es producto de la construcción de la presa Zaza. Para la cual fue necesario mover un gran número de personas que vivían en un territorio que tras la construcción de dicho embalse quedaría bajo agua.
Hace cinco siglos el paisaje era diferente. En el territorio existían varios asentamientos aborígenes. El mayor de ellos se encontraba en el lugar conocido hoy como Toma de Agua, en las márgenes del río Zaza.
Después de la presencia de los conquistadores españoles, las primeras actividades económicas fueron la ganadería, los cultivos varios, y la caña de azúcar. A mediados del siglo XIX existían nueve ingenios en este territorio.
Los esclavos, colonos chinos, obreros asalariados e incluso indios yucatecos sustentaban con sudor y sangre la prosperidad económica de las haciendas de la región. Las imágenes del trato inhumano invaden la mente de todo el que observa la torre del ingenio San Fernando, que aún se yergue imponente en lo más recóndito de la llanura sierpense.

## Situación geográfica
Posee una extensión territorial de 1 034.8 km². Sus límites están bien definidos, tanto por accidentes geográficos como por elementos estructurales creados por el hombre; al Oeste limitamos con el municipio de Sancti Spíritus, por el Noroeste somos vecinos de Jatibonico, por el Este los límites son con Majagua y Venezuela municipio de la provincia Ciego de Ávila y por el Sur, 56 Kilómetros de costas nos unen al Mar Caribe.

## Topografía
La topografía de La Sierpe es fundamentalmente llana. La línea costera está caracterizada por predominar en ella zonas cenagosas, originadas por la poca profundidad de la plataforma marina. No existen en su configuración bahías, penínsulas, golfos y cabos.

## Hidrografía
Las reservas hídricas, constituyen importantes recursos, destinados al desarrollo de los principales renglones económicos del territorio, destacándose en este sentido la Presa Zaza, el mayor embalse del país. Los principales ríos que nos atraviesan son el Zaza, el Río Jatibonico del Sur, el río Grande o Majagua, el río Las Nuevas y el Arroyo Naranjo. El canal Magistral y la Derivadora de El Jíbaro constituyen fuentes reguladoras y de enlace con embalses importantes como Lebrije y La Felicidad del municipio de Jatibonico y de la propia Zaza.

## Historia
En el actual territorio que hoy ocupa el municipio de La Sierpe, han sido descubierto varios asentamientos aborígenes, siendo el mayor de ellos el de Toma de Agua, a orilla del Río Zaza. En ese lugar han sido encontrados restos que demuestran la existencia de grupos con un buen nivel de desarrollo para la etapa.
La primera presencia de los españoles en esta zona, se produjo en junio de 1494 cuando el Gran Admirante Cristóbal Colón desembarcó en el actual estero de “Juan Hernández” durante su viaje a occidente. Durante su recorrido de regreso hizo escala en la desembocadura del Río Jatibonico del Sur, donde se hizo la primera misa sobre suelo cubano. Allí conoció de boca de un cacique que todo aquel territorio llamábase ORNOFAY.
En 1513, el Adelantado Diego Velázquez reunió a todos los Cacique de la zona para imponerle obediencia al Rey de España.
Después de fundada la Villa de Sancti Spíritus, comenzó la lenta colonización de sus tierras aledañas. Así las cosas en 1574 se crea el hato “Martín López” (cerca del actual pueblo La Sierpe), surgiendo años más tarde otras haciendas comuneras como Caimiabo, Las Nuevas, El Jíbaro, Dos Hermanas, Abarcas y Realengos como San Vicente Ferrer, Santa Bárbara y Lagunas de los Mapos. La ganadería, los cultivos varios y la caña de azúcar en menor escala fueron los primeros renglones económicos.
El 5 de agosto de 1816, es fundado el pueblo de San Antonio de Abad de El Jíbaro, por el Presbítero Don Juan Cañizares, quien había construido una ermita en el lugar. Este pequeño poblado se iría convirtiendo poco a poco en el segundo asentamiento en importancia de las jurisdicción espirituana.
A mediado del siglo XVIII, comienza a desarrollarse en el territorio, la industria azucarera con la llegada de la familia Iznaga. Don Antonio Iznaga y Albiz, natural de Bilbao, IX señor de la casa solar infanzona de Iznaga, situada en la anteiglesia de Amorebieta, merindad de Zornoza, en el antiguo señorío de Vizcaya, que se estableció en La Habana, dando origen en su matrimonio con doña Catalina de la Villa y Hernández del Portal, a una noble y dilatada descendencia que desempeñó los primeros cargos públicos en Trinidad, contribuyendo notablemente con su talento y riqueza al desarrollo y fomento de la referida Comarca. Surgen así los ingenios Manaca Iznaga, Magua, Mahinicu, Santa Rosa, Santa Ana de los Mapos, Natividad, San Fernando, San Carlos, La Angelita, La Candelaria, Flor del Valle y La Crisis, cuya mano de obra fundamental era la esclava, los colonos chinos y algunos obreros asalariados. El comercio se hacía por el estero de Juan Hernández y por el subpuerto de Carenero. La miel de abeja, el tabaco y la ganadería constituirían también elementos importantes desde el punto de vista económico.
La lucha armada contra el régimen colonialista español, comienza oficialmente el 6 de febrero de 1869, cuando el patriota Néstor Leonelo Carbonell, se levanta en arma en su finca Meloncito. Las primeras acciones de guerra fueron las destrucciones de los ingenios Flor del Valle, Santa Rosa y la Crisis, lo que motivó el desmantelamiento de los demás, quedando solo en pie en el Natividad, en Santa Ana de los Mapos y el San Fernando. El mayo de 1869 es tomado por unas horas El Jíbaro por las fuerzas de Carbonell.
En 1870 se produce el sangriento combate de Atollaosa donde las tropas del coronel Mambí José Payán derrotan al afamado batallón español Tarragona.
En el cuatrienio 1871-1874, la zona queda prácticamente pacificada y las tropas cubanas pasan a combatir al Camagüey bajo las órdenes de Ignacio Agromonte Loinaz.
El 6 de enero de 1875 Máximo Gómez Báezal frente de la invasión, cruza la trocha de Júcaro a Morón y se aproxima a esta zona. Después de un análisis del terreno y perseguido por 22 batallones Gómez hace como que va atacar a Sancti Spíritus y cae por sorpresa sobre El Jíbaro el 18 de enero en horas de la madrugada. Fue una victoria contundente que le permitió apoderarse de gran cantidad de armas, municiones, caballos, dinero, medicamentos y se le unen más de 200 hombres. Con este triunfo se elevó la moral combativa de los cubanos, se demostró la genialidad como estratega militar de Gómez y se pudo continuar la invasión. El pueblo fue reducido a cenizas.
En febrero del año 75 de nuevo Máximo Gómez Báez derrota a los españoles, esta vez en los potreros de la crisis en un extraño combate donde los integristas se mantiene todo el tiempo a la defensiva.
En julio de 1876, una vez resurgido el caserío de El Jíbaro, intenta el Generalísimo tomarlo de nuevo, por la presencia de un mal tiempo y del río crecido se lo impiden.
El período de La Tregua Fecunda, tiene como máxima particularidad en el territorio el proceso de concentración y centralización de la industria azucarera en Mapos y Natividad, con la adquisición en los EE.UU de modernas maquinarias, con la eliminación de la esclavitud y la entrada a la palestra del movimiento obrero. Y es precisamente en 1888, cuando va a producirse la primera huelga en la zona, la cual tuvo que ser reprimida por soldados españoles.
El 22 de mayo de 1895, el patriota espirituano Justo Sánchez Peralta se levanta en armas en las cercanías de El Jíbaro y enciende la llama de la guerra necesaria en toda la zona. En agosto de ese año el General Carlos Roloff llega a Mapos con sus hombres después del desembarco de Punta Caney.
A partir de estos momento todo el territorio se convierte en un hervidero bélico. La brigada de Sancti Spíritus dirigida por José M. Gómez combatía día a día a los grandes convoyes y patrullas españolas.
En marzo de 1897 el pueblo de El Jíbaro es reconcentrado en Sancti Spíritus, por órdenes personales de Valeriano Weyler. Los españoles lo destruyen casi todo, el ganado es muerto a tiro y las estancias arrasadas.
Otro elemento significativo de esta etapa, lo constituye la presencia, casi constante del Generalísimo Máximo Gómez Báezen toda esta zona. Recordemos que como parte de su táctica durante la Campaña de la Reforma, estaba atraer a las fuerzas españolas hacia las tierras pantanosas del Sur, para que los mosquitos y las enfermedades hicieran más efecto que sus escasas balas.
El año 1898 constituiría el final de la guerra, y cuando el triunfo sobre España era cuestión de tiempo, el águila imperialista de los vecinos del norte aplicó su política de la “Fruta Madura”. En este contexto es necesario significar como durante la última toma de El Jíbaro el 19 de julio de ese año, y después de un resonante y definitivo triunfo sobre las fuerzas colonialistas, los dos oficiales norteamericanos que habían participado en la acción al frente de 50 hombres ofendieron nuestra enseña nacional en un primer gesto de prepotencia, de arrogancia y de desprecio hacia la causa de los cubanos. La respuesta fue enérgica.
El nuevo siglo comenzaría con triste panorama donde la pobreza se haría presente con mucha fuerza. Por una parte los grandes terratenientes ganaderos representados por los Valles y los García Rubios se consolidaban, y por otra los peones y monteros trataban de poder ganarse unos centavos a pesar de la cruel explotación que sobre ellos existía. Esto sucedería fundamentalmente en la zona de El Jíbaro.
En los centrales Amazonas (Mapos) y Natividad ya desde 1902, el movimiento obrero lucharía a “brazo partido” contra sus patronos. Años tras años se sucederían huelgas en demandas de mejoras, casi siempre reprimidas por la guardia rural. En 1935 llega a ambos centrales Jesús Menéndez, quién por problemas de seguridad no reveló su identidad de inmediato, pero luego enseñó a los dirigentes locales como se debía enfrentar aquella lucha. Luego regresaría 10 años más tarde a comprobar los daños que un tornado había causado en estos lugares y exigir al gobierno la ayuda para los damnificados.
La década del 50 estaría matizada por el inicio del cultivo del arroz en gran escala, y por la lucha sin cuartel por el diferencial azucarero.
Las cédulas del 26 de julio son creadas en 1955 en la zona de Mapos y posteriormente en El Jíbaro. Sus principales actividades fueron la venta de bonos, la recogida de armas, la realización de sabotajes y la incorporación de hombres al Escambray. El paso de la invasión de la columna # 8 “Ciro Redondo” dirigida por el Comandante Ernesto Che Guevara, por todo el sur de nuestro territorio es la acción más importante de toda esta etapa. Fue una verdadera proeza solo realizable por hombres convencidos de los que hacían y con un jefe de la estirpe del Che.
Después del triunfo revolucionario vino e inmediato enfrentamiento a la contrarrevolución, se produjo la intervención de los centrales azucareros (El Amazonas paso a llamarse Tomás Hirán Rojas Acosta y el Natividad “7 de noviembre”), de los grandes latifundios ganaderos y arroceros. Se participó en la campaña de alfabetización, se combatió en Girón y en la lucha Contra Bandidos donde ofrendaron sus vidas cuatro jóvenes:
```
  1.  Elio García Hernández.
  2.  Zoilo Soca Lorenzo.
  3.  Carlos Neira Fernández.
  4.  Humberto Carmenate Meneses.
```

Años más tarde, después de haber surgido el plan Arrocero Sur del Jíbaro en 1965, la economía socialista se consolida en toda la zona.
En 1975 comienza a partir hijos de esta tierra a combatir al continente africano, ayuda que se mantuvo hasta el fin de la guerra de Angola. Jóvenes como Lázaro Ramos, Pablo Vizcaíno, Alfredo Tomás Calzada, entre otros dieron su sangre en defensa de la causa del internacionalismo.
El 31 de octubre de 1976, nace el municipio de La Sierpe, cuya cabecera se asienta en la moderna comunidad del mismo nombre que había comenzado a construirse a inicios de la década del 70. Surge también en esta fecha los órganos del Poder Popular.

## Industrias
En 1965 se creó el Plan Arrocero Sur del Jíbaro, que se convertiría con el tiempo en la principal fuente de sustento económico de los habitantes de esta región.
Los trabajadores del actual Complejo Agropecuario e Industrial de La Sierpe están responsabilizados con la cuarta parte de la producción nacional del cereal. Ellos también producen carne, leche y otros alimentos.

## Población
El territorio cuenta con 16.598 habitantes y es el de menor densidad poblacional de la provincia espirituana.
Aunque muchos de sus moradores llegaron al territorio en los últimos años, en la zona se conservan y rescatan tradiciones, como los festejos por el inicio de la Temporada Arrocera y las Fiestas de Enero en El Jíbaro. Esta última celebración, que se ha mantenido durante más de un siglo, evidencia el arraigo que tiene aquí la cultura campesina.

## Cultura y deportes
La cultura y el deporte marchan con pasos ascendentes a pesar de las limitaciones de recursos materiales y humanos. Recientemente se reconstruyó el Museo municipal y ya se trabaja en los proyectos para la restauración de otras instituciones. En este contexto se han rescatado las tradiciones de las Fiestas de Enero en El Jíbaro, festejos con más de un siglo de existencia. Se mantiene los carnavales en la cabecera municipal, en El Jíbaro y Mapos, así como la jornada de la cultura en los principales asentamientos. En el ámbito deportivo se ha ido saliendo de los últimos lugares a nivel provincial, y la construcción de gradas en el Estadio municipal proporcionará un mayor disfrute a la población.
La Sierpe exhibe hoy múltiples logros económicos y sociales, resultado del afán de hombres y mujeres que crean, sueñan y aman en medio de la extensa llanura. Seres que viven orgullosos de su historia y su cultura y están decididos a conquistar el porvenir.